# زیردریایی کی-۸ (اتحاد جماهیر شوروی)
زیردریایی کی-۸ (اتحاد جماهیر شوروی) (به انگلیسی: Soviet submarine K-8) یک زیردریایی بود که طول آن ۱۰۷٫۴ متر (۳۵۲ فوت) بود. این زیردریایی در سال ۱۹۵۹ ساخته شد.